# Ephedranthus
Ephedranthus S. Moore – rodzaj roślin z rodziny flaszowcowatych (Annonaceae Juss.). Według The Plant List w obrębie tego rodzaju znajduje się 6 gatunków. Występuje naturalnie w klimacie równikowym Ameryki Południowej. Gatunkiem typowym jest E. parviflorus S.Moore. 

## Morfologia
PokrójZimozielone drzewa lub krzewy.
LiścieNaprzemianległe, pojedyncze. Blaszka liściowa jest całobrzega. Osadzone są na krótkich ogonkach liściowych.
KwiatyPromieniste, obupłciowe lub rozdzielnopłciowe (jedno- lub dwupienne), pojedyncze, rozwijają się w kątach pędów. Mają 3 wolne i zagnieżdżone działki kielicha. Płatków jest 6, ułożonych w dwóch okółkach, są wolne, zagnieżdżone, prawie takie same. Dno kwiatowe jest półkuliste. Kwiaty mają liczne wolne pręciki. Zalążnia jest górna składająca się z licznych wolnych słupków zawierających po jednej komorze u podstawy.
OwocePojedyncze, osadzone na szypułkach.

## Systematyka
Pozycja według APweb (aktualizowany system APG III z 2009)
Rodzaj wraz z całą rodziną flaszowcowatych w ramach rzędu magnoliowców wchodzi w skład jednej ze starszych linii rozwojowych okrytonasiennych określanych jako klad magnoliowych.
Lista gatunków
| - Ephedranthus amazonicus R.E.Fr. - Ephedranthus boliviensis Chatrou & Pirie - Ephedranthus columbianus Maas & Setten | - Ephedranthus guianensis R.E.Fr. - Ephedranthus parviflorus S.Moore - Ephedranthus pisocarpus R.E.Fr. |